# 紅龜粿

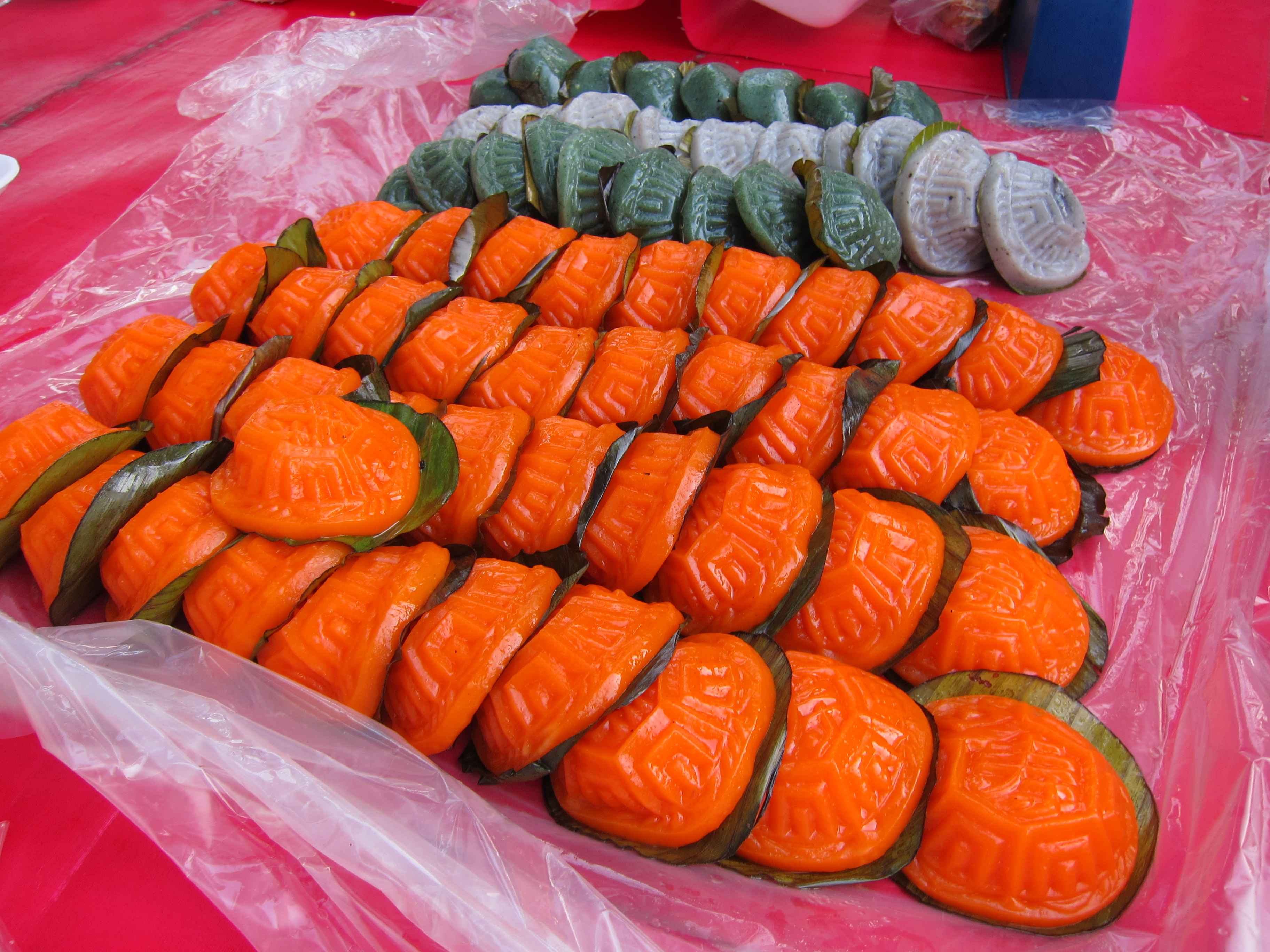
吉隆坡市面上的各色红龟粿

紅龜粿，又稱紅龜糕，客家語稱之為紅粄或紅印粄，為泉漳人、潮州人、台灣人、閩東人、客家人、廣東人等節慶祭祀之糯米製食品，流行於福建、廣東、港澳、臺灣與南洋的印尼、馬來西亞、新加坡等地區，狀貌扁平，約巴掌大小，紅色外壓龜印內包餡，以植物葉為墊。類似相關的食品有「紅片糕」、包捲狀，切為小塊一般只作為甜點用。由於外型與功能相似，紅龜粿常被人與麵粉製的麵龜混淆。
一般常见的內餡为花生、红豆、莲蓉。近几年的新口味内餡则有，起司、黑芝麻等。

## 各地做法

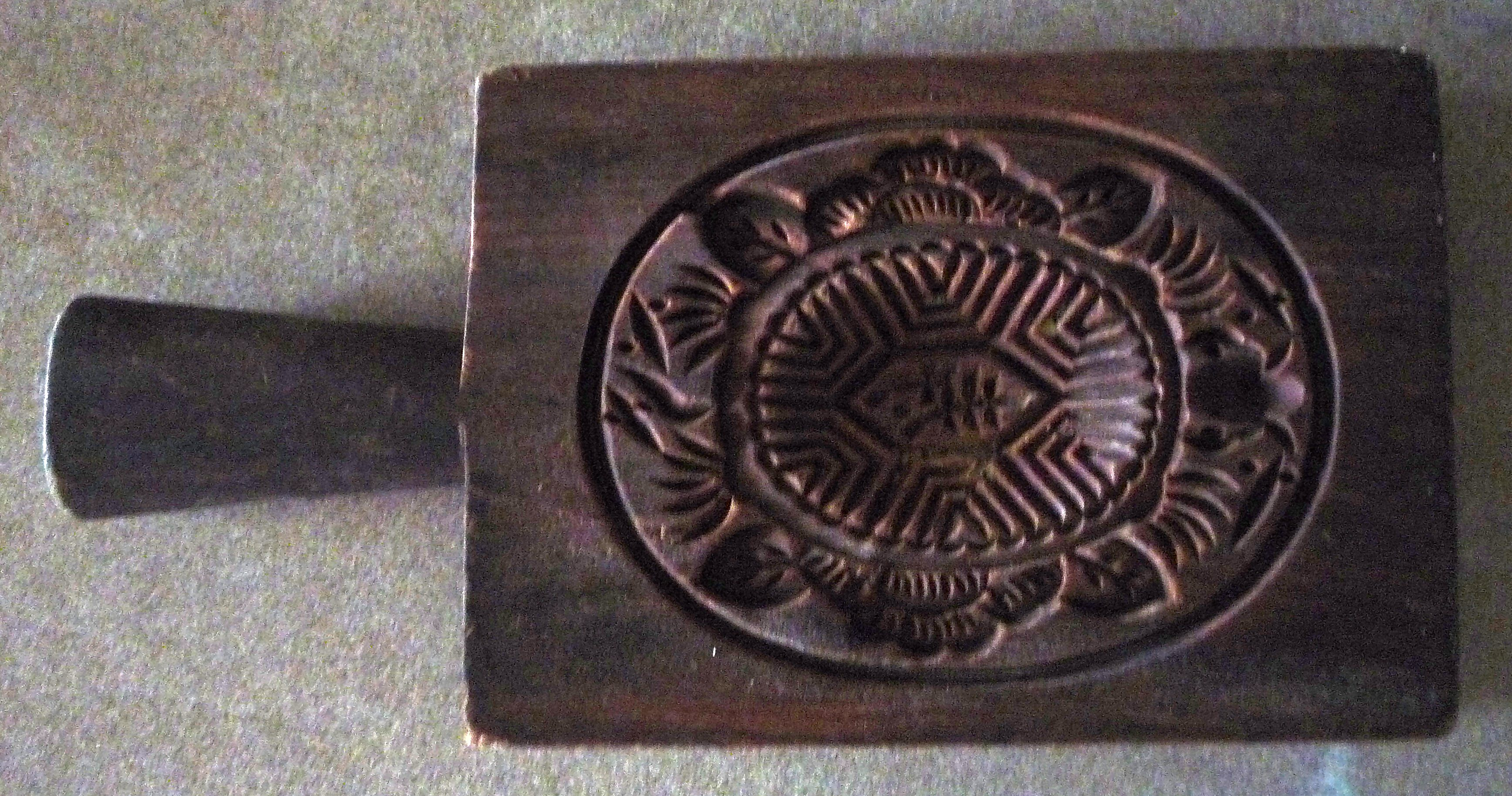
制作红龟粿的龟纹模印

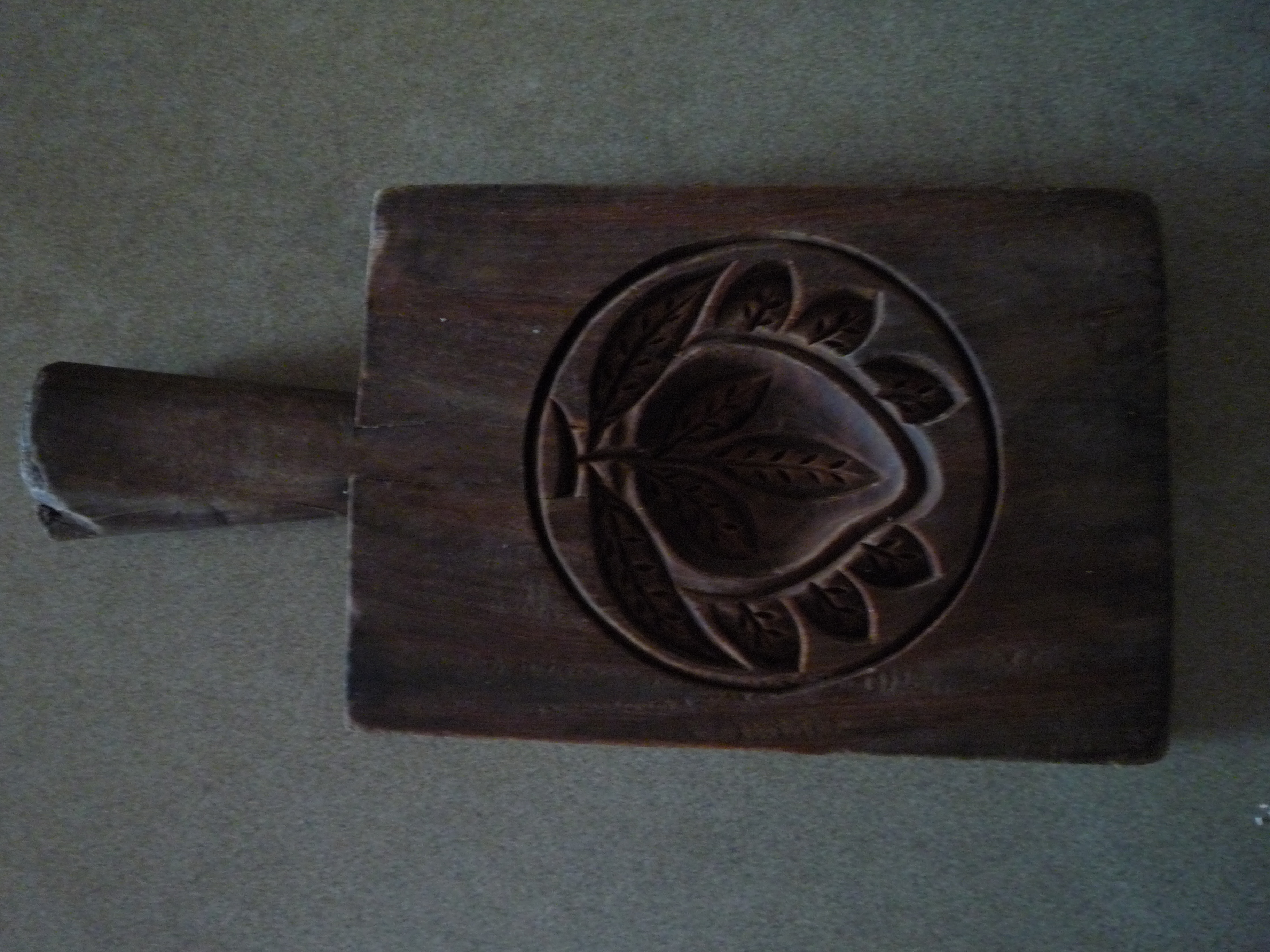
桃叶纹的模印

### 客家做法
紅粄實質上和新丁粄相同，都用圓糯米、蓬萊米和食用大紅作成。講究一點的紅粄，是以暗喻吉祥的動植物為範本，尤其以正面是龜甲，背面是桃子的模子最普遍。

#### 材料
蓬萊米1斤、圓糯米4斤、紅豆半斤、糖半斤、食用大紅色素適量。

#### 作法舉隅
紅粄一般是包紅豆內餡，製作時的比例，大多是一斤紅豆一斤糖，米團3兩配1兩紅豆，蒸紅粄和新丁粄相同，蒸籠該偶爾打開，蒸出的成品才會漂亮。

1. 糯米、蓬萊米洗淨並弄乾，加高過米約三公分的水，浸泡三小時。
2. 再瀝乾後，倒入調理機打成米漿，脫水或壓乾製成生米團。
3. 紅豆煮爛，加糖炒軟，成紅豆餡。
4. 脫水過的米團，放入食用大紅攪拌均勻。
5. 以三兩重的米團，包一兩重的紅豆內餡。
6. 將包好餡的米團，放進板印模型，印出花紋和造型。
7. 用小火蒸半小時，要開起一至五次，以免紅粄變型。

### 閩南、臺灣做法
先將浸泡過之糯米研磨成米漿形状，倒入米袋綁緊壓乾去除水份，待半乾後拿出。緊接著加入紅色食用色素攪拌成紅色，再加以揉搗。揉搗完成後、再細分約巴掌大小一塊一塊，包入內餡（甜一般為甜豆沙，鹹則有各種口味）後放入粿印壓平印出龜印。再將紅龜粿背面抹油平放於弓蕉葉上，再置入籠床後置於灶上大鼎，以熱水蒸汽炊熟。一般吃起來口感同如麻糬、甜軟Q。在紅龜粿的表皮除了印有花紋外，還會印有吉祥意味的漢字，如代表福運、官祿和長壽的福祿壽等。

### 南洋做法
材料主要是糯米粉糰，加入一些色素或班蘭葉汁液，再包入煮好的甜餡料（如：綠豆、紅豆、椰絲、花生），或鹹餡料（眉豆、菜頭），然後放在剪好的香蕉葉上拿去蒸熟。南洋紅龜粿也是屬於娘惹糕的一種，有些人製作時，會使用椰漿代替水，使其帶有清淡的椰香味。目前紅龜糕已被當地的土生華人（Peranakan/Baba Nyonya）社群內化至娘惹糕的一種。
因為紅龜粿代表福氣、榮祿和長壽，所以在馬來西亞和新加坡的華人在祭拜時，必備的供品，尤其在每逢農歷正月初九天公誕與正月十五元宵節。綠豆餡的紅龜粿也會出現當地華人社區的彌月禮盒內，在早期的娘惹社區中，她們不會直接透露嬰兒的性別，而是透過紅龜粿的形狀來表示，烏龜型的則代表是男嬰，桃子型的代表是女性。另外在喪禮上，也會出現黑色的紅龜粿。

## 祭供品
客家人祭天、祭祖，以及娶媳婦祭神、為神靈作壽、廟會敬神等時候會作成龜甲和壽桃的紅粄，供桌上常用的供品。閩南人等民系也時常以此作为节庆祭神之供品。

## 另見
- 红桃粿
- 麻糬
- 雪米糍
- 冰皮月餅
- 茶粄
- 糯米糍

## 外部連結
- 红粄做法
- 做紅龜粿
- 紅龜粿 - 台灣大百科全書 （页面存档备份，存于）
- 紅龜糕做法 （页面存档备份，存于）（简体中文）